# Морсано ал Таляменто
Морса̀но ал Талямѐнто (на италиански: Morsano al Tagliamento; на фриулски: Morsàn da lis Ocjis, Морсан да лис Очис) е малко градче и община в Северна Италия, провинция Порденоне, автономен регион Фриули-Венеция Джулия. Разположено е на 14 m надморска височина. Населението на общината е 2887 души (към 2010 г.).